# 暁の君に
「暁の君に」（あかつきのきみに）はGReeeeNの29枚目のシングル。2016年12月7日にZEN MUSICより発売。

## 概要
- フジテレビ系 日曜ドラマ「キャリア〜掟破りの警察署長〜」の主題歌[1]。
- 11月16日から先行配信されていた[2]。
- カップリングの「eeeeveryday」はLION家事フェス2016 Magicaのキャンペーンソング[3]。
- どちらにもShort Ver.のリリックビデオが存在する。また、「暁の君に」にはLyric speakerを使ったバージョンも存在する。
- 購入者特典としてGReeeeNデビュー10歳イベントへの応募ができるチラシが入っている。

## 収録曲
全作詞・作曲 GReeeeN
1. 暁の君に [4:22]
  - フジテレビ系 日曜ドラマ 「キャリア〜掟破りの警察署長〜」主題歌
  - シングルバージョンはアルバム未収録である。
2. eeeeveryday [3:04]
  - LION家事フェス2016 Magica キャンペーンソング

## 収録アルバム
- ALL SINGLeeeeS 〜& New Beginning〜（#1、アルバムバージョン）